# Myrrha

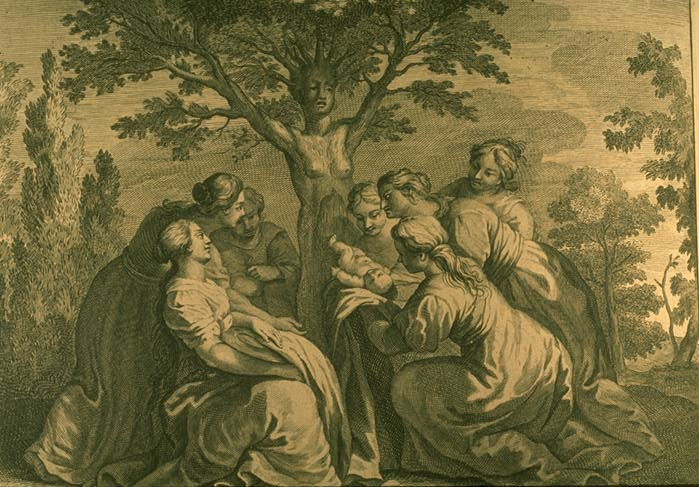
Die Geburt des Adonis

Myrrha (altgriechisch Μύῤῥα Myrrha, deutsch ‚Saft der Myrte‘), auch Smyrna, ist eine Gestalt der griechischen Mythologie. Sie ist die Mutter von Adonis. Es existieren verschiedene Versionen der Geburt von Adonis:
In einer Version, die in Fabel 58 des Hyginus Mythographus überliefert ist, rühmte sich Kenchreis, die Frau des Königs Kinyras von Assyrien, dass ihre Tochter schöner als Aphrodite sei. Um die Mutter zu bestrafen, ließ Aphrodite die Tochter sich in ihren Vater verlieben, der, von der Göttin verführt, mit der Tochter Adonis zeugt. Daraufhin will Kinyras sie töten. Aus Mitleid verwandelt Aphrodite Smyrna in einen Myrrhebaum.
In der in der Bibliotheke des Apollodor überlieferten Variante verweigerte das Mädchen selbst Aphrodite den Respekt und wurde zur Strafe in blinde Liebe zu ihrem Vater Theias versetzt. Durch Hilfe ihrer Hebamme kam es zum Inzest zwischen Vater und Tochter. Als Theias dies erkannte, wollte er, rasend vor Wut, seine Tochter töten. Die Götter jedoch verwandelten sie in einen Myrrhebaum. Der Baum sprang nach zehn Monaten auf und brachte Adonis hervor, der von Nymphen aufgezogen wurde.
In einer anderen Version wurde Myrrha von Aphrodite auf der Flucht vor ihrem Vater in einen Myrrhebaum verwandelt. Adonis wurde geboren, als Theias einen Pfeil in den Baum schoss (oder als ein Wildschwein mit seinen Hauern die Rinde des Baums abwetzte).
In Ovids Version der Geschichte ist der Vater von Myrrha Kinyras, der König von Zypern. Bei einem Fest, das den Männern verbot, mit ihren Frauen zu schlafen, schaffte es die Amme der Myrrha, diese zur Bettgefährtin ihres Vaters zu machen. Dem voraus war ein Selbstmordversuch Myrrhas gegangen, die verzweifelt war über die Entdeckung, dass sie ihren Vater liebte. Auf Nachfrage des Vaters, wie das Mädchen sei, das ihm zur Verfügung stünde, antwortete die Amme nur „Der Myrrha gleich“. Nach der zweiten Nacht entdeckte der Vater den Schwindel und versuchte, die Tochter zu töten.
Myrrha taucht auch in Dantes „göttlicher Komödie“ auf, wo sie im achten Kreis der Hölle für alle Ewigkeit unter Tollwut leiden muss. Diese Strafe wurde nicht wegen des Inzests verhängt, sondern wegen ihrer Täuschungen.